# Eggther (satelit)
Eggther (Saturn LIX), cunoscut provizoriu ca S/2004 S 27, este un satelit natural al lui Saturn. Descoperirea sa a fost anunțată de Scott S. Sheppard⁠(d), David C. Jewitt⁠(d) și Jan Kleyna⁠(d) pe 7 octombrie 2019 din observații efectuate între 12 decembrie 2004 și 21 martie 2007.  Și-a primit denumirea permanentă în august 2021. Pe 24 august 2022, a fost numit oficial după Eggþér, un jötunn din mitologia nordică.  El este păstorul femelei jötunn (probabil Angrboða) care locuiește în Járnviðr și crește lupi monstruoși.    În poemul Völuspá, Eggþér este descris ca stând pe o movilă și lovind cu bucurie harpa în timp ce cocoșul roșu Fjalarr începe să cânte pentru a anunța debutul Ragnarök.
Eggther are aproximativ 6 kilometri în diametru și îl orbitează pe Saturn la o distanță medie de 19,976 Gm în 1054,45 zile, la o înclinație de 168° față de ecliptică, într-o direcție retrogradă și cu o excentricitate de 0,122. 